# ハインツ・ボンガルツ
ハインツ・ボンガルツ（Heinz Bongartz, 1894年7月31日 - 1978年5月2日）は、ドイツの指揮者。

## 経歴
1894年、プロイセン王国（現在のノルトライン＝ヴェストファーレン州）クレーフェルトに生まれる。1908年から1914年まで地元の音楽院でエリー・ナイにピアノ、オットー・ナイツェルに音楽理論、フリッツ・シュタインバッハに指揮法を学んだ。
1919年より合唱指揮者としてデビューを果たし、1923年にメンヒェングラートバッハの市立劇場の指揮者となった。1924年から1926年にかけてベルリン国立歌劇場管弦楽団の指揮者を務め、さらに1930年までマイニンゲン宮廷楽団の指揮者を務めた。
1930年から1933年まではゴータの音楽監督を、1933年から1937年はカッセル国立歌劇場の楽長を務め、1939年からザールブリュッケン歌劇場の音楽監督となったが、1944年に戦争の影響で中断された。また、1944年にはヴェストマルク交響楽団の首席指揮者を短期間ながら務めている。
第二次世界大戦後は、1946年から翌年までライプツィヒ音楽院で教鞭をとった。さらに1947年から1963年までドレスデン・フィルハーモニー管弦楽団の音楽監督を務めた。1969年にベルリン芸術アカデミーのメンバーとなった。
1978年5月2日、ドレスデンにて没。

## 後世への影響

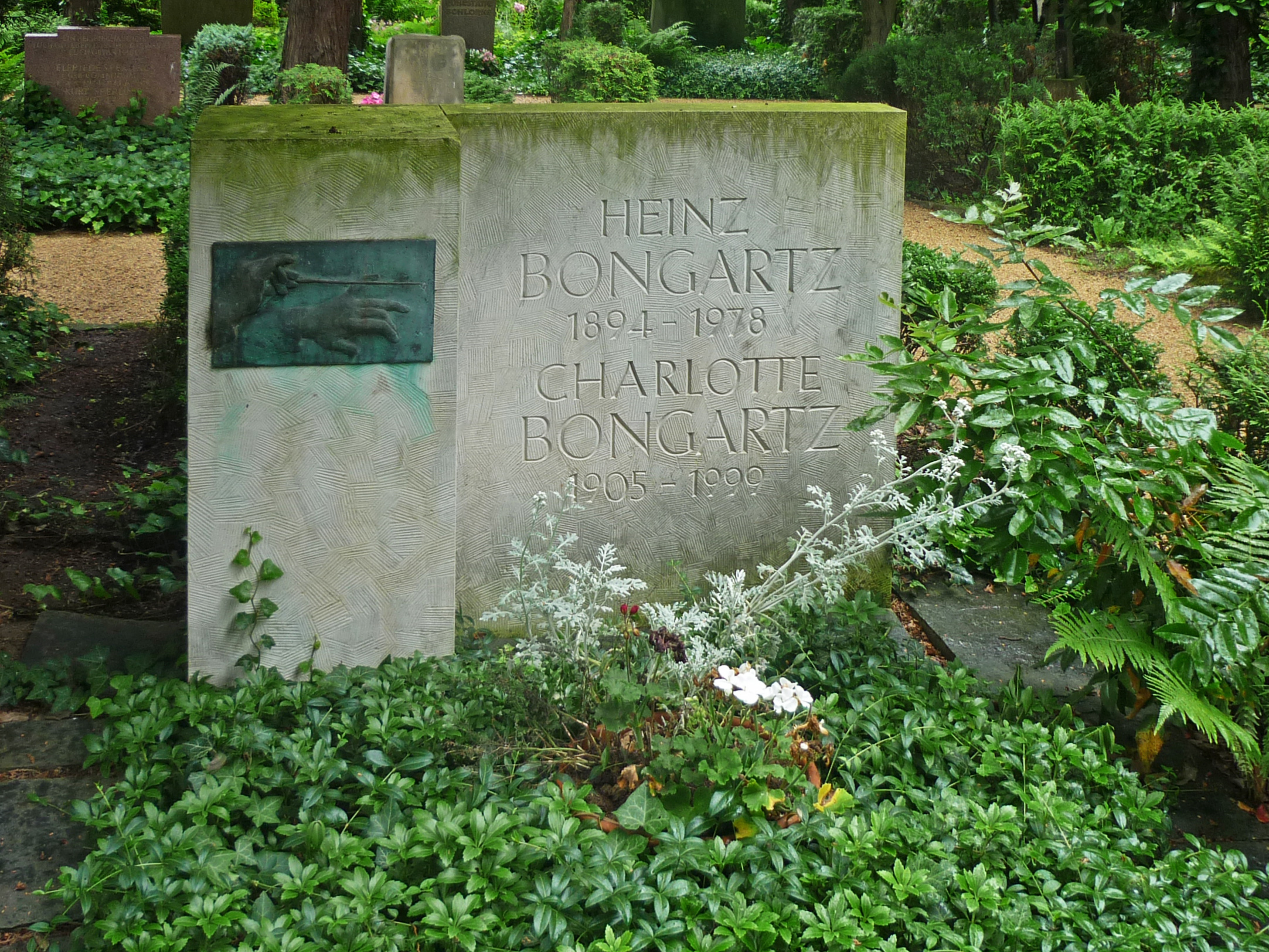
ボンガルツの墓 (2016年)

ライプツィヒでは、学生時代のクルト・マズアに強い影響を与えた。1955年からは、自身のもとでマズアをドレスデン・フィルハーモニー管弦楽団の副指揮者にした。なお、マズアはのちにボンガルツの後任として、同団の首席常任指揮者となった。
ドレスデンでは、当地のシュターツカペレ・ドレスデンを指揮していたヘルベルト・ブロムシュテットとの交流があり、ブロムシュテットがコンサートの準備をする時間が足りない時はアドバイスをすることもあった。なお、ボンガルツ自身もシュターツカペレ・ドレスデンを指揮した。